# Poręba
Poręba è una città polacca del distretto di Zawiercie nel voivodato della Slesia.
Ricopre una superficie di 40,04 km² e nel 2008 contava 10 214 abitanti.